# 虛構歷史年表列表
這是虛構歷史年表列表。
- 阿爾達年表──是英國作家約翰·羅納德·魯埃爾·托爾金的史詩式奇幻小說系列中的世界年表。
- 星球大战年表──紀錄《星際大戰》跨媒体系列作品長達五萬多年的歷史所發生的主要戰役和事件。
- 宇宙世紀、未來世紀──是動畫《機動戰士GUNDAM》為首的GUNDAM系列採用的宇宙世紀紀年法。
- 銀河英雄傳說歷史年表──述著田中芳樹所著作小說《銀河英雄傳說》的歷史年表。
- 秋之回憶系列年表──是電子遊戲系列作品《秋之回憶》整體之虛構人、事、物之經過列表。
- 超時空要塞系列年表──是日本動畫《超時空要塞系列》中的歷史年表。
- 哈利波特大事年表──是J·K·罗琳所著小说《哈利·波特》系列的故事情节时间表。
- 納尼亞年表──是C·S·路易斯所著奇幻小说《納尼亞傳奇》系列的故事情节时间表。
- 七龍珠年代記──《七龍珠》跨媒体系列作品的架空世界歷史年表。
- ONE PIECE世界年表──漫画《ONE PIECE》系列中架空世界的事件时间表。
- 刺客教條系列年表──游戏《刺客教條系列》与《看門狗系列》共同世界年表。